# Tor Fretheim
Tor Fretheim, född 13 maj 1946 i Asker i Akershus fylke, död 9 december 2018, var en norsk journalist, författare och översättare. 
Fretheim är utbildad som och har arbetat som journalist. Han har bland annat varit korrespondent for NRK i Latinamerika. Som författare är han mest känd för sina barn- och ungdomsböcker, som har vunnit flera priser. Han har också skrivit radioteater och dramatiserat böcker av bland annat Knut Meling och Vigdis Hjorth för NRK.